# Cristian Castells Ortega
Cristian Castells Ortega (Sueca, Comunidad Valenciana, España, 19 de octubre de 1984) es un exfutbolista y entrenador español. Actualmente dirige al Club de Fútbol Torre Levante Orriols de la Tercera división de España.

## Trayectoria
Castells se formó en las categorías inferiores de la Sociedad Deportiva Sueca, allí permaneció hasta que tras destacar en alevines e infantiles, el Valencia lo fichó. En el Valencia fue escalando en las diversas categorías de fútbol base hasta llegar a los filiales Valencia C y Valencia B. En 2004 fue cedido al Eldense con el que disputó la promoción de ascenso a Segunda B, posteriormente fue cedido al Villajoyosa con el que realizó una buena temporada con clasificación para la Copa del Rey, todo un logro en el modesto club vilero. La temporada 2006/07 realizó la pretemporada con el primer equipo y fue un fijo en las alineaciones del "B", en una temporada difícil que terminó con descenso del filial valencianista a Tercera División. Una temporada más tarde jugó en el "Poli" Ejido en calidad de cedido, en lo que fue su debut en Segunda División. En la temporada 2008/09 tras desvincularse del Valencia, fichó por el Alicante,

## Clubes

### Como futbolista
| Club                                 | País    | Periodo               | Liga PJ (G) | Copa PJ (G) |
| ------------------------------------ | ------- | --------------------- | ----------- | ----------- |
| Valencia CF C                        | España  | 2002-2003             |             | 0 (0)       |
| Valencia CF B                        | España  | 2003-2004             |             | 0 (0)       |
| CD Eldense                           | España  | 2004-2005             |             | 0 (0)       |
| Villajoyosa CF                       | España  | 2005-2006             | 23 (0)      |             |
| Valencia CF B                        | España  | 2006-2007             | 37 (0)      | 0 (0)       |
| Polideportivo Ejido                  | España  | 2007-2008             | 30 (3)      | 1 (0)       |
| Alicante CF                          | España  | 2008-2009             | 28 (0)      | 1 (0)       |
| Deportivo Alavés                     | España  | 2009-2010             | (0)         | (0)         |
| Unión Deportiva Melilla              | España  | 2010-2011             | (0)         | (0)         |
| Pontevedra Club de Fútbol            | España  | 2010-2011             | (0)         | (0)         |
| Platanias                            | Grecia  | 2011-2012             | (0)         | (0)         |
| Olbia Calcio 1905                    | Italia  | 2013-2014             | (0)         | (0)         |
| Derry City Football Club             | Irlanda | 2015-2016             | (0)         | (0)         |
| Club de Fútbol Torre levante Orriols | España  | 2016-2017 / 2017-2018 | (0)         | (0)         |
| UD Carcaixent                        | España  | 2018-2019, 2019-2020  |             |             |

### Como entrenador
| Club                                 | País   | Año         | P | PG | PE | PP | % v. |
| ------------------------------------ | ------ | ----------- | - | -- | -- | -- | ---- |
| Club de fútbol Torre Levante Orriols | España | 2018 - 2019 |   |    |    |    |      |